# هلگا اشمیت
هلگا ماریا اشمیت (آلمانی: Helga Maria Schmid، زادهٔ ۸ دسامبر ۱۹۶۰) دیپلمات آلمانی است. او از سپتامبر ۲۰۱۶ دبیرکل سرویس اقدام خارجی اتحادیه اروپا است.
هلگا اشمید، موفق به دریافت درجه‌های پیشرفته در زبان انگلیسی، زبان فرانسه، زبان لاتین، ادبیات، تاریخ و سیاست از دانشگاه مونیخ و دانشگاه سوربن در پاریس شده است. 
اشمیت در موقعیت‌های مختلف در درون دولت آلمان از سال ۱۹۸۸ میلادی کار کرده است که از جمله آن در آکادمی دیپلماتیک بین‌المللی و قانون اروپا، اقتصاد، روابط بین المللی در سال (۱۹۸۸-۱۹۹۰) فعالیت کرده است.

## مسئولیت‌ها
از ۱۹۹۱ تا ۱۹۹۴ مسئول مطبوعات و امور عمومی سفارت آلمان در واشنگتن دی سی بود.
از سال ۱۹۹۴ تا ۱۹۹۸ به عنوان مشاور سیاسی «کلاوس کینکل» وزیر امور خارجه وقت آلمان کار می کرد
از سال ۱۹۹۸ تا ۲۰۰۰ با وزیر خارجه «یوشکا فیشر» همان سمت را داشت. 
از سال ۲۰۰۰ و ۲۰۰۵، سمت های مختلف اجرایی را در مقر وزارت امور خارجه در برلین عهده دار بود و از سال ۲۰۰۳ تا ۲۰۰۵ نیز رئیس ستاد سیاسی و رئیس دفتر وزرا بود.
اشمید در سال ۲۰۰۶ مدیر بخش برنامه ریزی سیاست و هشدار زودهنگام نماینده عالی سیاست خارجی مشترک امنیتی و «خاویر سولانا» در دبیرخانه عمومی شورای اتحادیه اروپا در بروکسل شد.وی پس از تأسیس سرویس اقدام خارجی اروپا در سال ۲۰۱۰ به عنوان معاون دبیرکل امور سیاسی این سرویس منصوب شد. با این مسئولیت، وی در مذاکرات برنامه هسته ای ایران شرکت داشت.
هلگا اشمیت معاون فدریکا موگرینی و در سال ۲۰۱۵ عضو گروه مذاکره‌کنندهٔ ۵+۱ با تیم مذاکره‌کننده هسته‌ای ایران بود.
او مسئول مذاکره با «عباس عراقچی» و ادامه بحث های سطوح بالا بود.
این دیپلمات آلمانی در سپتامبر سال ۲۰۲۰(شهریور۱۳۹۹) به پیشنهاد «هایکو ماس» وزیر امورخارجه و «آنگلا مرکل» صدراعظم این کشور به عنوان نامزد دبیرکل سازمان امنیت و همکاری اروپا (OSCE) معرفی شد و پس از تصویب این پیشنهاد در شورای وزیران اروپا رسما دبیرکل این سازمان شد.